# Saint Catherine University
La Saint Catherine University è un'università privata di indirizzo cattolico con sede a Saint Paul, nello stato americano del Minnesota.
Il college fu aperto nel 1905 dalle Suore di San Giuseppe di Carondelet e intitolato a santa Caterina d'Alessandria. Prese il nome di Saint Catherine University il 1º giugno 2009.